# Thespis (skådespelare)
För andra betydelser, se Thespis.
Thespis var en forngrekisk skald från Ikaria i Attika som levde under 500-talet f.Kr. Han hävdas vara den första person som uppträdde på scen som skådespelare i en teaterpjäs och anses vara skaparen av den grekiska tragedien, det vill säga ha infört den första skådespelaren förutom kören i den grekiska teatern.
Enligt Aristoteles, som skrev två hundra år senare, var Thespis en dityrambsångare. Thespis ska ha infört en ny stil, där en sångare eller skådespelare framförde enskilda personers ord i historierna, och där rollfigurerna särskildes med hjälp av olika masker. 
Det hävdas ibland att Thespis uppfann skådespeleriet i västvärlden, men det är mycket troligt att skådespeleri hade funnits i tusentals år redan, som antyds i vissa grottmålningar. Thespis är dock den förste kände skådespelaren som framförde skrivna pjäser, till skillnad från improviserade eller muntligt traderade pjäser. Han kan på så sätt ha spelat en betydelsefull roll med att förändra sättet att berätta historier och att uppfinna teaterkonsten som vi känner den idag. 
Sägnen att han fört omkring sin skådespelartrupp på vagnar vilka även fått tjäna som flyttbar skådebana (därav det ännu i dag ibland förekommande uttrycket tespiskärran) har inget stöd av äldre källor.